# Chiesa di San Bartolomeo (Canal San Bovo)
La chiesa di San Bartolomeo è la parrocchiale di Canal San Bovo, in Trentino. Appartiene alla zona pastorale Valsugana - Primiero dell'arcidiocesi di Trento e risale al XIX secolo. Nell'abitato già esisteva un precedente luogo di culto sin dal periodo medievale, distrutto da un'alluvione nel 1829.

## Storia

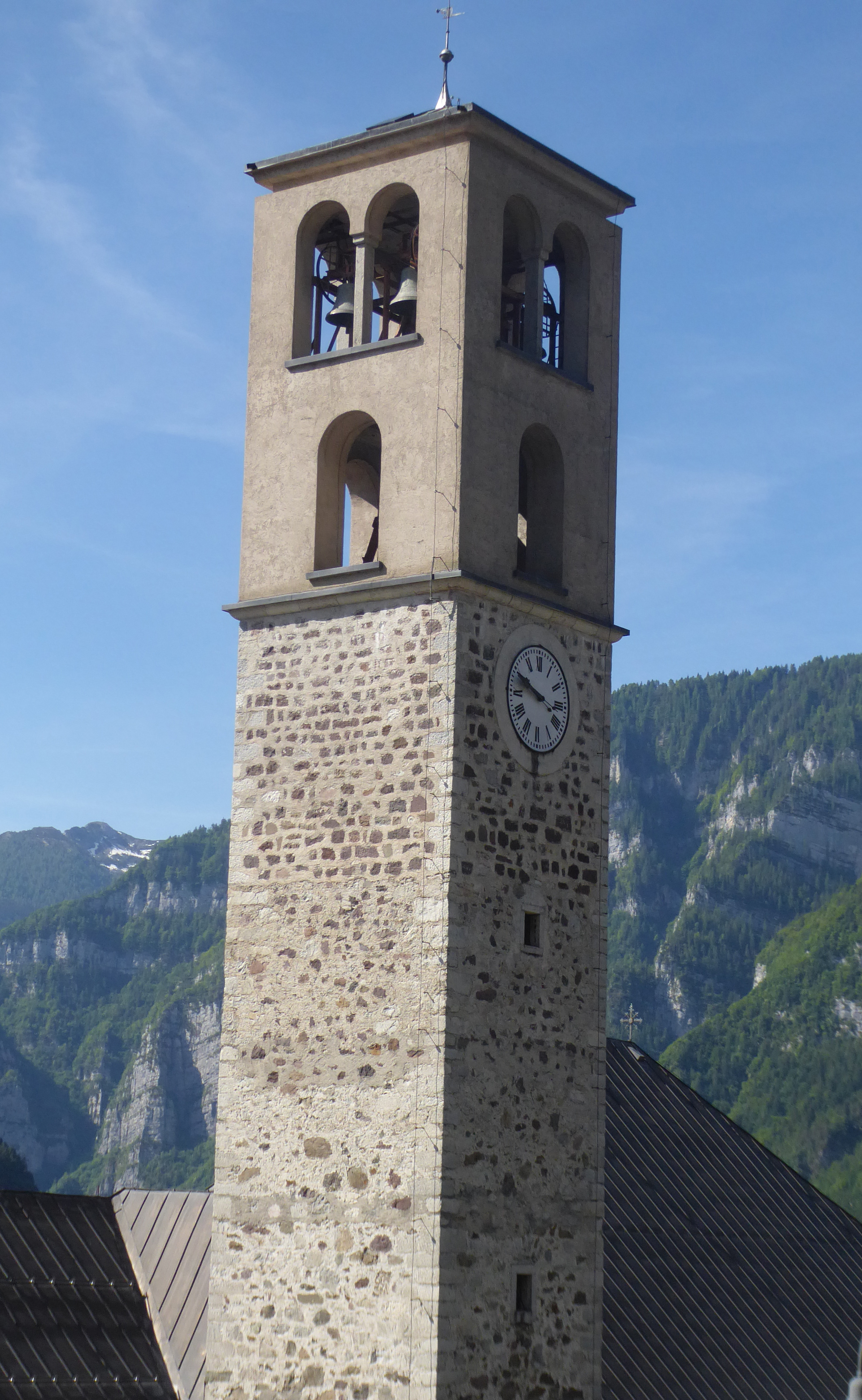
Campanile

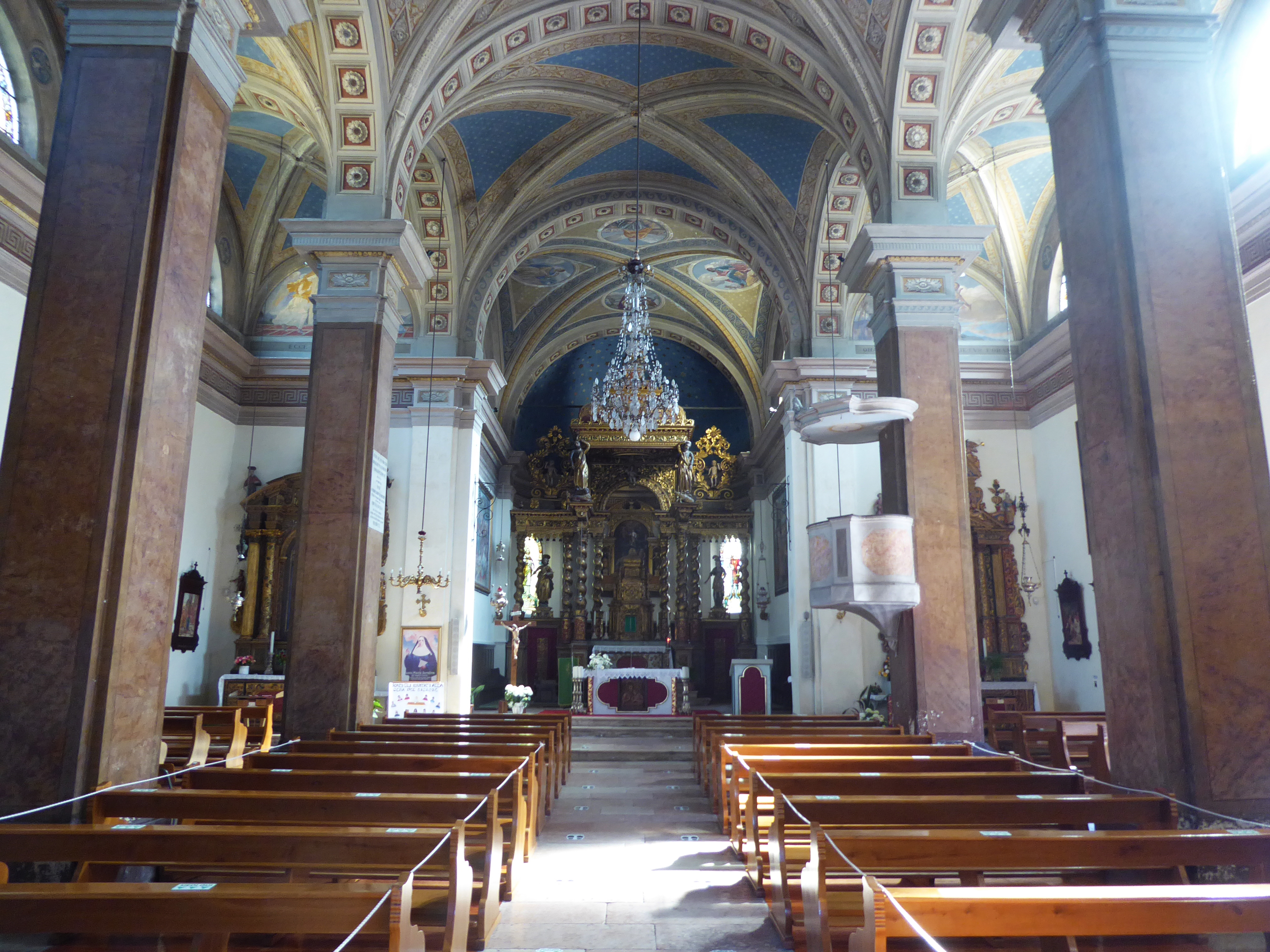
Interno

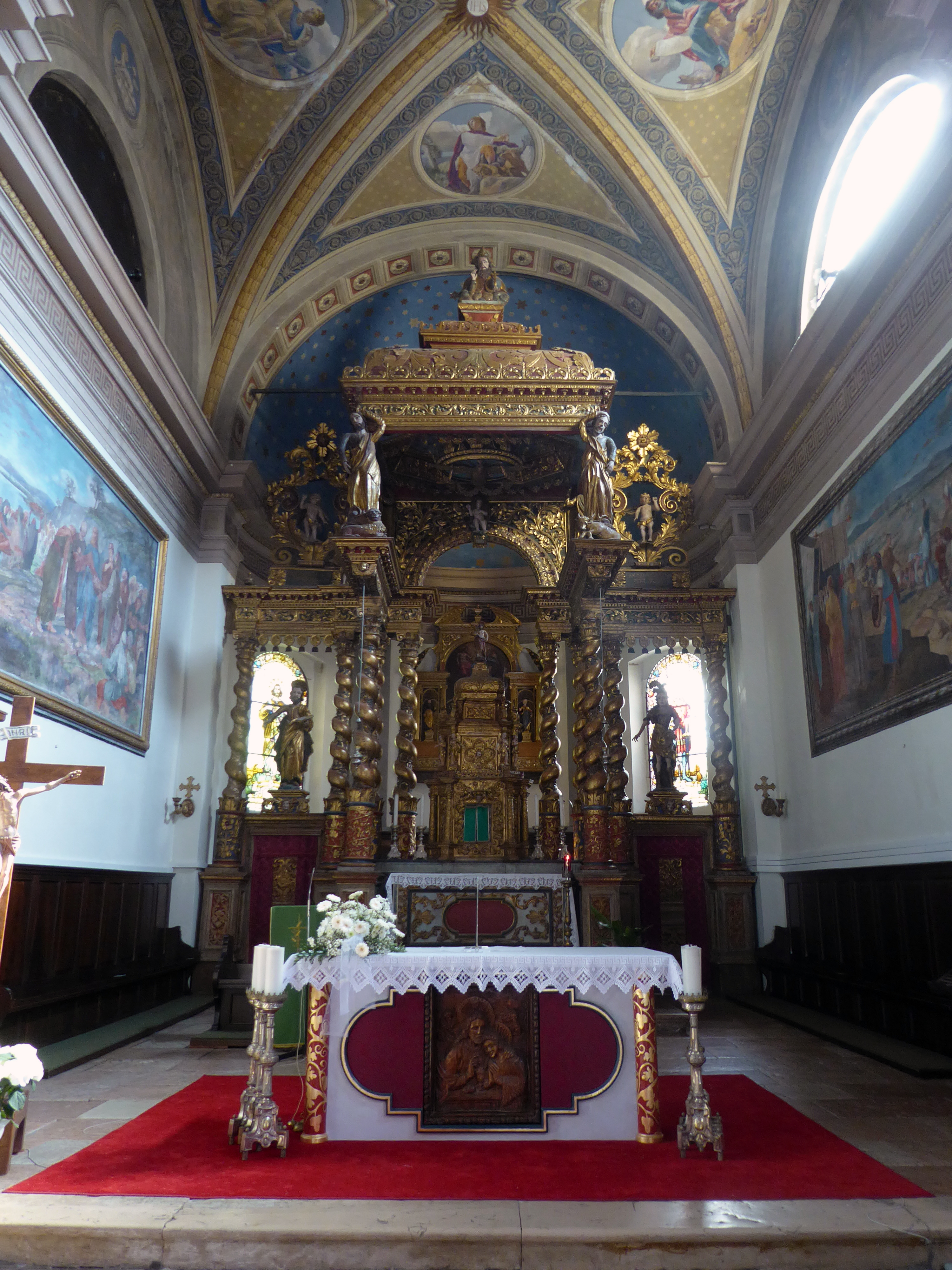
Presbiterio con altare maggiore storico e mensa rivolta al popolo inserita dopo l'adeguamento liturgico

Prima dell'edificio recente esisteva un'antica chiesa medievale, in posizione più a valle, che dopo la sua costruzione venne ampliata e quasi completamente ricostruita a partire dal 1633 con lavori che proseguirono sino al 1688. Il luogo di culto aveva la sala con tre navate, quindi era di grandi dimensioni, con cinque altari e un organo Gaetano Callido. Ottenne dignità parrocchiale nel 1813.
La chiesa preesistente venne distrutta da una rovinosa piena del torrente Vanoi nel 1829 quindi, su progetto di Leopoldo Claricini, venne edificato un nuovo luogo di culto destinato a diventare la chiesa parrocchiale. Il cantiere venne aperto nel 1839 e chiuso nel 1850. Le decorazioni della sala furono realizzate da Virginio Fioretti e Francesco Giustiniani e i tali lavori di arricchimento furono ultimati nel 1898. Durante la prima guerra mondiale, nel 1917, alcuni colpi di artiglieria delle forze italiane danneggiarono la struttura.

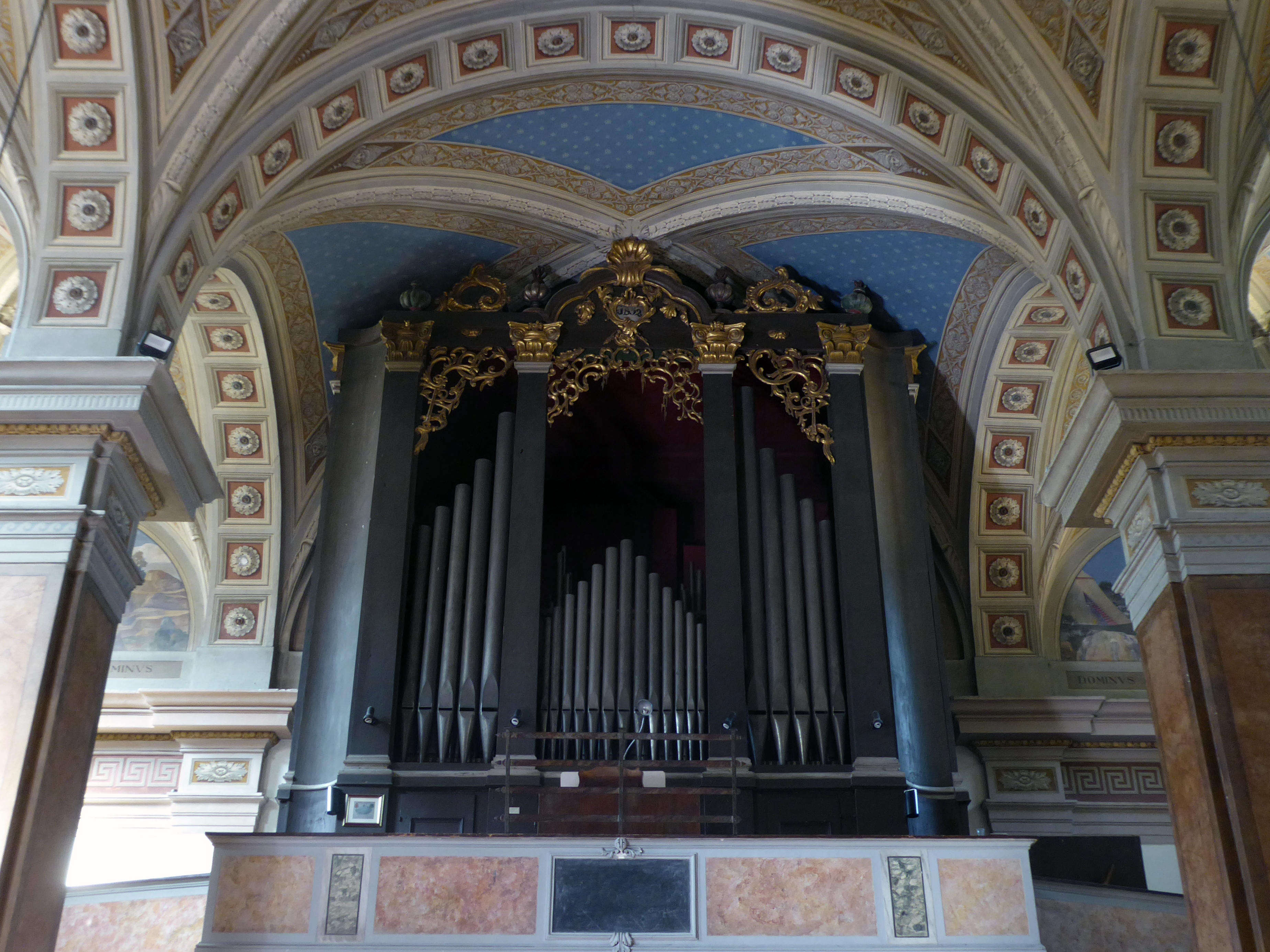
Organo Callido nella cantoria in controfacciata

La solenne consacrazione dopo importanti lavori di restauro venne celebrata nel 1952 dal vescovo di Trento Giovanni Nepomuceno de Tschiderer. Un anno dopo vennero eseguiti lavori sulla facciata e furono rifatti sia il portale principale sia la scalinata di accesso. Le decorazioni a mosaico nella grande lunetta della facciata, di questo periodo, sono di Giulio Castaman.
Negli anni settanta la torre campanaria venne sopraelevata e un ultimo ciclo di restauri venne realizzato nel triennio 2008-2010.

## Descrizione

### Esterni
La chiesa ha un orientamento verso nord est e domina l'abitato di Canal San Bovo da un rilievo. Il prospetto principale è tripartito. L'elemento centrale ha l'aspetto classicheggiante di un antico tempio greco con un grande frontone triangolare. Ai lati vi sono due ali che ne allargano il fronte senza particolari aspetti di rilievo. Il portale di accesso principale, in marmo di Carrara, è architravato. Il centro della facciata è dominato da una grande lunetta a mosaico multicolore raffigurante il Redentore. La torre campanaria è caratterizzata da una superficie in pietra e da una doppia cella che si apre con finestre a monofora e a bifora. La copertura apicale ha forma di piramide a base quadrata con rifinituta in lamiera.

### Interni
L'interno è di grandi dimensioni suddiviso in tre navate ognuna con quattro campate. La zona presbiteriale è rialzata e l'abside ha una base poligonale.
Gli altari sono importanti, in particolare il monumentale altare maggiore con baldacchino ligneo. I due altari laterali, lignei e dorati. Quello dedicato a Sant'Antonio conserva una teca con le reliquie di san Bovo, copatrono del Comune.
L'organo a canne, opera di Gaetano Callido, è stato recuperato dall'edificio distrutto della chiesa precedente e ricomposto nella cantoria in controfacciata dalla ditta Lingiardi di Pavia.